# مورسيلو
بلدية مورسيلو (بالإسبانية: Morcillo)‏، هي بلدية تقع في مقاطعة قصرش والتي تقع في منطقة إكستريمادورا، غرب إسبانيا.
يبلغ عدد سكانها 462 نسمة وفقاً لإحصائية سنة (2002).